# Wassergeist

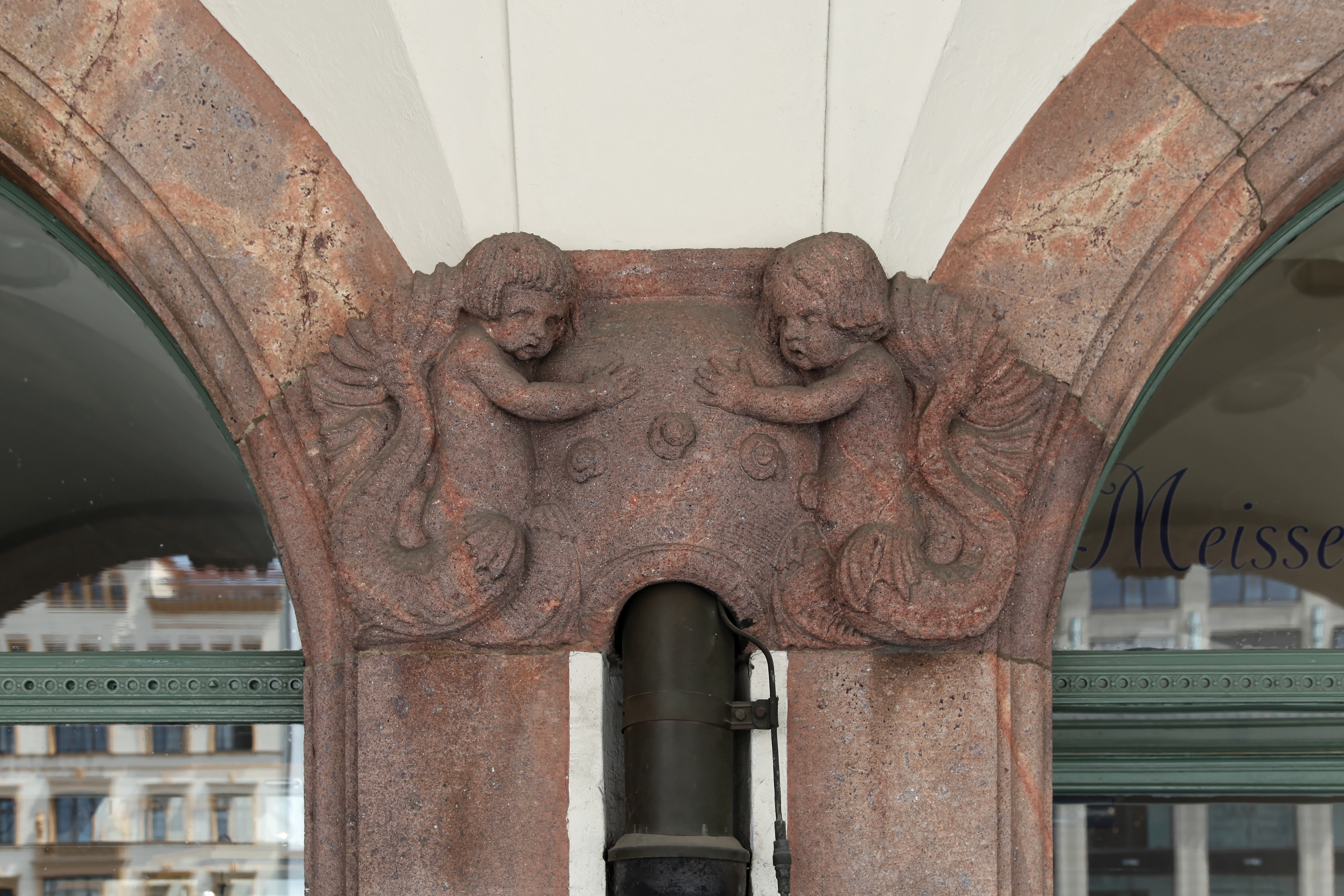
Zwei Nixenkinder schütten einen Krug aus, durch den ein Fallrohr verläuft. Bauschmuck mit Bezug zur Funktion am Alten Rathaus in Leipzig.

Ein Wassergeist ist ein Geistwesen, das im oder am Wasser leben soll, etwa Gewässern oder Brunnen. Die Idee, bestimmte Geister dem Element Wasser zuzuordnen, stammt ursprünglich aus der Elementargeisterlehre der Naturphilosophie. Seitdem wird die Bezeichnung auch als Sammelbegriff für verschiedene Wesen aus Volkserzählungen und Kunst verwendet. Das Wort „Wassergeister“ ist seit dem 17. Jahrhundert belegt. Im Deutschen existieren „Wassermann“ und „Wasserfrau“ als Bezeichnungen für männliche und weibliche Wassergeister. Auch die Bezeichnungen „Nix“ und „Nixe“ sind weit verbreitet. Seltener sind Wasserpferde. Die vielen verschiedenen Wesen, die unter der Kategorie Wassergeister summiert werden, unterscheiden sich in historischer, inhaltlicher und kulturgeographischer Hinsicht voneinander.

## Wassergeister in der Naturphilosophie
Im Zuge des Renaissance-Humanismus begannen einige Gelehrte, die mittelalterlich-christliche Dämonologie zu überdenken. Während Autoren wie Johannes Trithemius und Martin Luther die Geister, die sie in Luft, Wasser und anderen Elementen annahmen, noch als grundsätzlich böse gefallene Engel identifizierten, unternahmen Paracelsus und Agrippa von Nettesheim eine Entdämonisierung der Geisterwelt.
Agrippa von Nettesheim unterscheidet in De occulta philosophia (1510–1533) vier Klassen von Elementargeistern und schreibt ihnen jeweils bestimmte Eigenschaften der Seele zu. Die Wassergeister verbindet er mit Einbildungskraft und Gefühl, weswegen sie das „vergnügungssüchtig[e] Leben“ begünstigen würden. Die Luftgeister beispielsweise sind andererseits mit der Vernunft verbunden und würden den Menschen helfen, ein tätiges Leben zu führen. Über das Wasser und die Wassergeister herrsche Agrippa zufolge der Engel Tharsis. In späteren Jahren verwarf Agrippa seine Geisterlehre allerdings wieder.
Die Elementargeisterlehre des Paracelsus wurde grundlegend für die gelehrte und künstlerische Rezeption von Wassergeistern bis heute. In seinem Werk Liber de nymphis, sylphis, pygmaeis et salamandris, et de caeteris spiritibus (1566) bezeichnet er die Wassergeister als Nymphen, ihr eigentlicher Name sei allerdings Undinen. Den Nymphen rechnet er zwei missgestaltete Abarten zu, die Sirenen und Meermönche, beides Fabelwesen, die für frühneuzeitliche Naturgelehrte als durchaus real galten. Die Neuinterpretation der antiken Bezeichnung „Nymphe“, der Neologismus „Undine“ und die Idee, dass Königin Venus ein Wassergeist sei, sind Beispiele für Paracelsus' bewussten Bruch mit etablierten Traditionen. Paracelsus zufolge seien von allen Elementargeistern die Wassergeister den Menschen am ähnlichsten, auch wenn sie – wie alle Elementargeister – keine Seele besitzen. Es sind Wasserfrauengeschichten des Melusine-Motivs, anhand derer er eine seiner zentralen Thesen illustriert: Die Elementargeister seien begierig danach die Menschen, zur Ehe zu verführen, da sie so eine Seele und damit Ewiges Leben erlangen könnten. Da die Wassergeister den Menschen in Gestalt und Sprachvermögen am ähnlichsten sind, seien sie am besten für die Heirat geeignet. Erst an zweiter Stelle kommen die Sylphen der Lüfte und Wälder, die den Menschen von ihrer elementarischen Zusammensetzung her zwar am nächsten sind, aber eher grobschlächtig seien und nicht sprechen könnten.

## Wassergeister in der Volkskunde
Lutz Röhrich stellte fest, dass Wassergeister im Sinne von Elementargeistern der Philosophie und Literatur angehören, und in Volksmärchen und Volkssagen nicht vorkommen. Die Wesen, die aufgrund ihres Wasserbezugs in der volkskundlichen Terminologie als „Wassergeister“ bezeichnet werden, repräsentieren nicht im philosophischen Sinne das Wasser. Dagmar Linhart versteht dies so, dass die Wassergeister des Volksglaubens daher nicht als „Elementargeister“ bezeichnet werden können.
Bea Lundt definiert für ihren Artikel in der Enzyklopädie des Märchens „Wassergeist“ als einen Sammelbegriff „für alle Phantasiewesen überirdischer Natur, die im oder am Wasser leben.“ Der Glaube an Wassergeister solle ihr zufolge ein „universales Phänomen“ sein, das auf „animistischem Weltverständnis“ beruhe. Zum „weiteren Umkreis“ der Wassergeister rechnet sie auch Wesen, die mit Regen und Gewitter verbunden sind, etwa Irrlichter und Wetterhexen. Leander Petzoldt definiert für sein Kleines Lexikon der Dämonen und Elementargeister: „Wassergeister sind Naturdämonen, die nach dem Volksglauben in Seen, Weihern, Teichen, Flüssen und Brunnen leben.“
Wassergeistertraditionen entstehen nicht automatisch aus dem Kontakt mit Gewässern. Sie entstehen stattdessen dort, wo Menschen einen kulturellen Bezug zum Wasser aufbauen, etwa durch Seefahrt und Fischerei. So wie Gewässer auf Menschen sowohl lebensspendend als auch zerstörerisch wirken können, sind die mit ihnen verbunden gedachten Geister auch mit positiven und negativen Vorstellungen belegt. Einerseits können sie als heilende und helfende Wesen auftreten und dienen insbesondere durch das Motiv der Mahrtenehe als Projektionsfläche für die sexuellen Fantasien v. a. heterosexueller Männer. Andererseits erfüllen Wassergeistererzählungen häufig die Funktion von Warnsagen, etwa wenn eine Kinderschreckfigur wie der Hakemann Kinder davon abhalten soll, sich dem Wasser zu nähern.
Vertreter der sog. Mythologischen Schule entwickelten im 19. Jahrhundert die Theorie, dass es sich bei allen Wassergeistern des germanischen Sprachraums um ehemalige Wassergottheiten handele, die im Laufe der Christianisierung zu Geistern abgesunken seien. Diese Theorie gilt heute als veraltet. Die moderne Forschung nimmt an, dass Wassergeister als „Bindeglieder bzw. Grenzhüter zwischen Natur und Kultur“ fungieren, und sich inhaltlich dynamisch mit den Wertvorstellungen der an sie Glaubenden verändern.

## Wassergeister in der Kunst

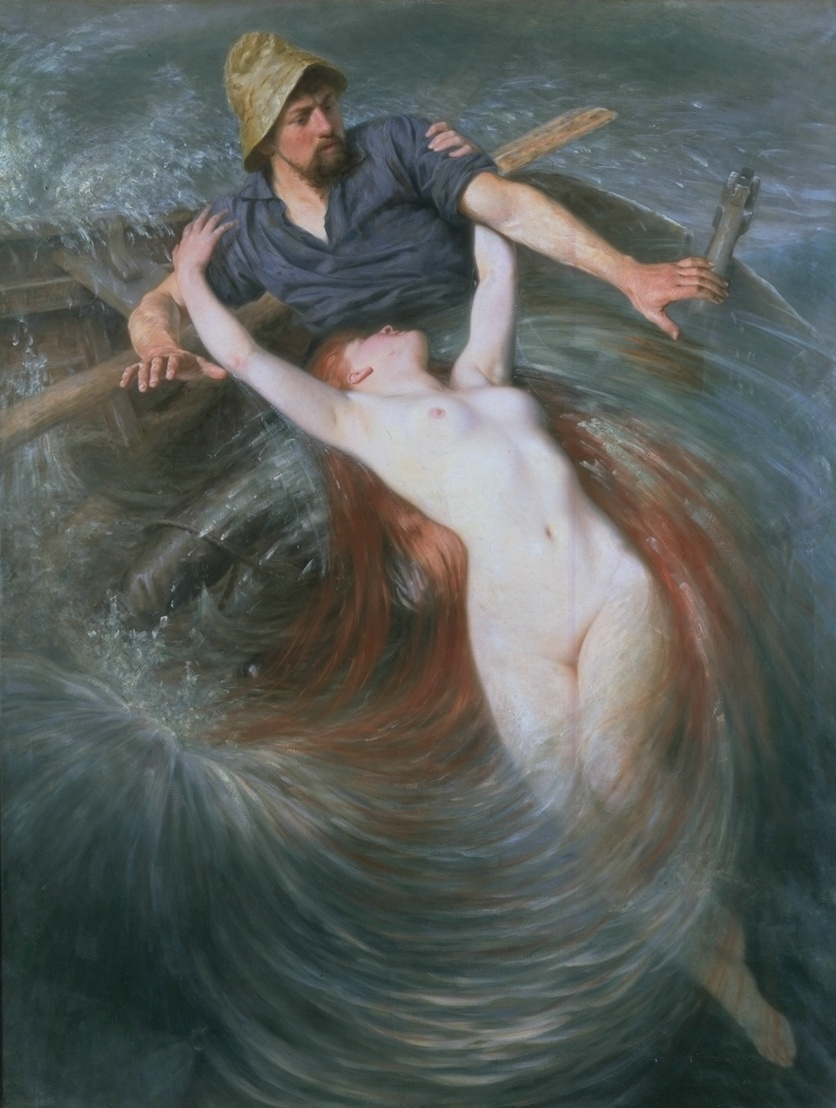
Der Fischer und die Sirene, Gemälde von Knut Ekvall. Die überwiegend männlichen Produzenten von Wasserfrauenkunst nutzten das Motiv, um die bedrohlichen Aspekte von Sexualität zu verarbeiten.

Literarische und bildliche Darstellungen von Wasserfrauen wurden vor allem von männlichen Künstlern geschaffen, die mit dem Motiv eine Vermischung von Angst und Lust behandeln. Der Literaturwissenschaftler Hartwig Suhrbier nimmt zwei Quellen an, aufgrund deren prägender Wirkung weibliche Wassergeister zu dieser Projektionsfläche heterosexueller männlicher Fantasien wurden: Erstens die biblische und antike Tradition. Durch die Geschichte von Adam und Eva und die Odyssee (Sirenenszene) wurde die Frau, und insbesondere mit Wasser- oder Schlangensymbolik verbundene Frauen, zum Inbegriff der verderbenbringenden Verführung. Zweitens die darauf aufbauende Elementargeisterlehre des Paracelsus, der zufolge die Wassergeister zwar begierig danach sind Männer zu verführen, sich für Beleidigungen oder Untreue aber tödlich rächen. Für das Verständnis eines konkreten Wasserfrauenkunstwerkes muss aber immer auch der jeweilige kunsthistorische Kontext beachtet werden.
Männliche Wassergeister kommen in der deutschen Literatur nur selten vor, Suhrbier fand vom Ende des 18. bis zum Ende des 20. Jahrhunderts nur ca. zwei Dutzend Texte, die von Wassermännern handeln. Einen wichtigen Rezeptionsstrang begründete hier Wassermanns Frau, eine Volksballade die schriftlich ab 1817 greifbar wird. Die Ballade handelt von einem Mädchen, das von einem heidnischen Wassermann durch List und Gewalt entführt wird, und ihm über die Jahre mehrere Kinder gebiert. Das Mädchen hat Sehnsucht nach ihren Eltern und der Kirche. Schließlich erlaubt der Wassermann ihr, zu einem Besuch zurück an Land zu gehen. Sie möchte nun nicht mehr ins Wasser zurückkehren, aber der Wassermann droht ansonsten ihre Kinder zu töten. Ihren Kindern zuliebe kehrt sie zu ihm zurück, verlässt Familie und menschliche Gesellschaft für immer und verwirkt ihr Seelenheil. In späteren künstlerischen Bearbeitungen, etwa durch Karl Lappe (Die Tochter von Hiddensee und der Meermann, 1829) und Paul Heyse (Der Meermann, 1924), lässt das Mädchen sich verführen und geht freiwillig mit dem Wassermann. Diese Bearbeitungen warnen vor einer Liebesheirat gegen patriarchalische und kirchliche Verbote. Agnes Miegels Ballade Schöne Agnete (1907) betont allerdings auch die Mutterliebe, die die reuige Sünderin sowohl mit ihren Nixenkindern als auch weiterhin mit ihrer eigenen Mutter verbindet.
Andere Autoren griffen die Kinderschreckfunktion des Wassermanns auf, etwa Annette von Droste-Hülshoff (Die Kinder vom Ufer, 1844) und Hermann Karl Weinert (Der Wassermann, 1897), und warnen Kinder vor Gewässern. Eine andere Intention verfolgt Björn Graf von Rosens Kinderbuch Das Märchen von der ungehorsamen Adeli-Sofi und ihrer furchtbaren Begegnung mit dem Wassermann (1944): Der Wassermann zieht das Mädchen zu sich in die Tiefe und versucht sie dazu zu überreden, bei ihm zu bleiben. Sie lässt sich aber nicht einschüchtern und schreit so lange, dass sie nach Hause möchte, bis der Mann sie gehen lässt. Sie wird abschließend von ihrer bestürzten Mutter liebevoll versorgt.